# Berntsen Ridge
Berntsen Ridge ist ein an seinem westlichen Ende 580 m hoher Gebirgskamm an der Nordküste Südgeorgiens. Er erstreckt sich auf der Pintail Peninsula vom Tønsberg Point in westlicher Richtung.
Das UK Antarctic Place-Names Committee benannten ihn 1991 nach dem norwegischen Walfangkapitän Søren Berntsen (1880–1940), der im Husvik Harbor im Auftrag der Tønsberg Hvalfangeri die dortige Walfangstation gründete und 1910 ihr erster Verwalter wurde.